# 1573
Năm 1573 (số La Mã: MDLXXIII) là một năm thường bắt đầu vào thứ năm  trong lịch Julius.